# Museo de Prehistoria de Valencia

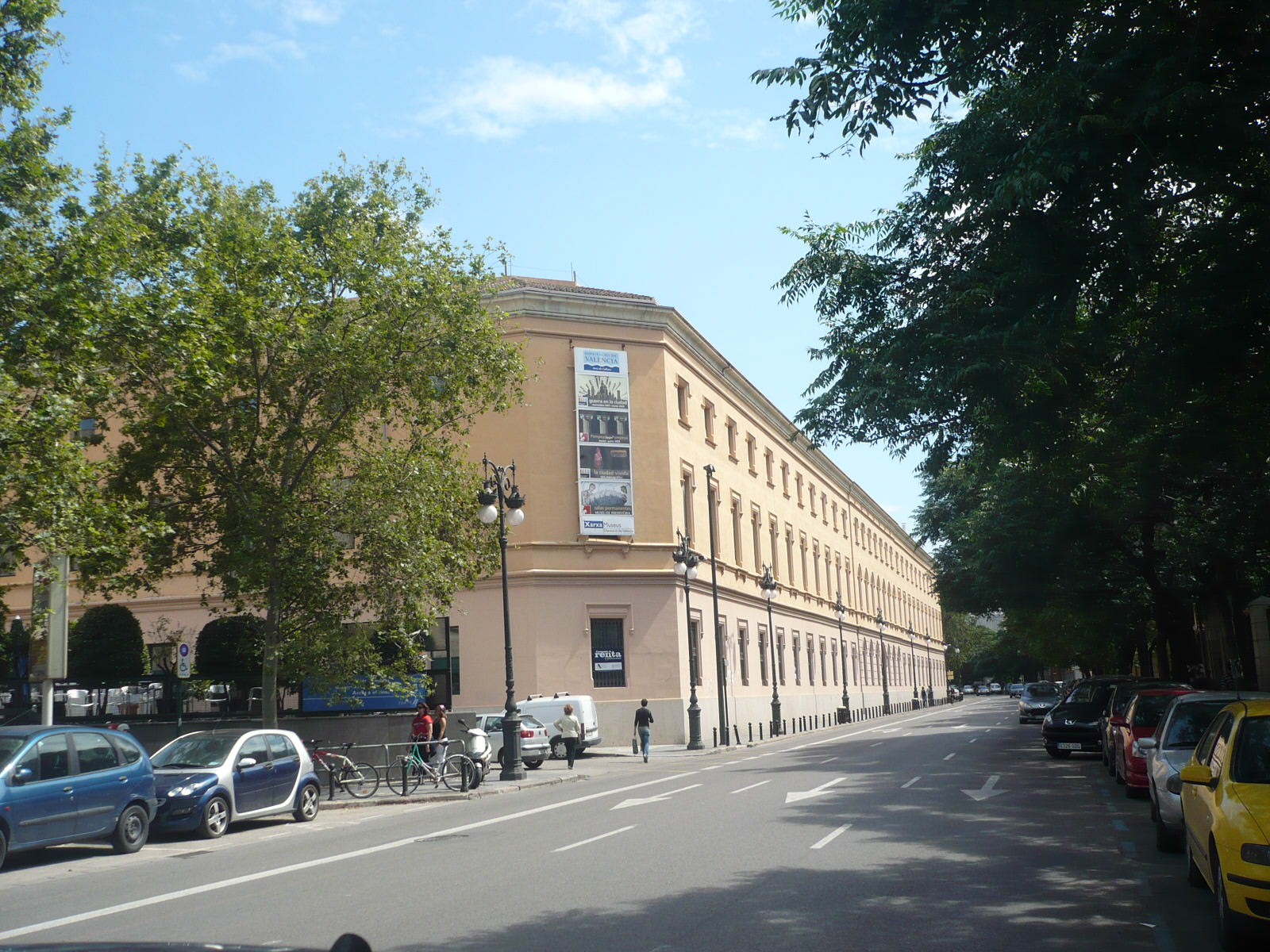
„Casa de la Beneficencia“, in der das Museum untergebracht ist

Das Museum für Vorgeschichte Valencia (spanisch Museo de Prehistoria de Valencia) ist ein Museum, das archäologische Material von der Altsteinzeit bis zur Gotik ausstellt. Seit 1982 ist es untergebracht in der „Casa de la Beneficencia“, die 1841 im „byzantinischen“ Stil gebaut wurde.
Im Jahr 1995 begann die komplette Restaurierung des Gebäudes unter Leitung des Architekten Rafael Rivera.
Das Bauwerk besteht aus einem Erdgeschoss, zwei weiteren Stockwerken und fünf Innenhöfen. Im Erdgeschoss befinden sich der Museumsshop, die Kantine, zwei temporäre Ausstellungsräume, Räumlichkeiten für Workshops, kleine Einkaufsläden und die Labore für Restaurierung sowie für die Tier- und Pflanzenwelt des Quartär. Des Weiteren befindet sich dort der „Servicio de Investigación Prehistórica de Valencia“ (SIP, eine wissenschaftliche Einrichtung zur Erforschung der Vorgeschichte Valencias). Ebenfalls zu erwähnen ist die Kirche, die in der Halle zu finden ist. Im ersten Stock sind untergebracht die Bibliothek und Teile der Dauerausstellung, die von der Altsteinzeit über die Jungsteinzeit bis in die Epoche der Bronzezeit reichen. Im zweiten Stock befindet sich der Teil der Dauerausstellung, der der iberischen Kultur und der römischen Zeit gewidmet ist.

## Servicio de Investigación Prehistórica (SIP)
Das Forschungsinstitut (SIP) als Einrichtung der „Diputación de Valencia“ (Verwaltung der Provinz Valencia) und das Museum für Vorgeschichte wurden 1927 auf Wunsch von Isidro Ballester Tormo als eine wissenschaftliche Institution gegründet. Es widmet sich dem archäologischen Kulturerbe der Stadt Valencia. Im Museum haben einige der bekanntesten spanischen Archäologen gearbeitet, unter anderem Lluís Pericot Domingo Fletcher, Enrique Pla (ehemaliger Direktor der SIP) oder auch Miquel Tarradell Miracles Gil-Mascarell und Carmen Aranegui. Seit dem Beginn hat das SIP eine umfangreiche archäologische Forschungsarbeit entwickelt. Die Materialien und Resultate der vom SIP durchgeführten Ausgrabungen führten schnell zu Resultaten, deren wissenschaftlicher Wert das SIP und das dazugehörige Museum zu einem wichtigen Museum landesweit machte.
Die wichtigsten Funde wurden in der Höhle von Bolomor im Gemeindegebiet von Tabernes de Valdigna gemacht, wo die Reste des ältesten bekannten Menschen auf dem Gebiet von Valencia entdeckt wurden. Weitere Ausgrabungen, deren Aufarbeitung 2014 noch nicht abgeschlossen war, wurden an der Fuente Flores und im Cinto Mariano mit Befunden aus der Kupfersteinzeit durchgeführt. Ebenfalls untersucht werden, teils seit mehreren Jahrzehnten, die bronzezeitliche Siedlung von Lloma de Betxí und die iberischen Siedlungen Bastida de les Alcuses und Los Villares (Gemeinde Caudete de las Fuentes) sowie der iberisch-romanische Fundort „La Carencia“ in der Gemeinde Turís (Stand: Februar 2015).

## Die Bibliothek des Forschungsinstituts (SIP)
Die Bibliothek des SIP wurde im gleichen Jahr wie das Museum für Vorgeschichte gegründet (1927). Die Bibliothek ist eine Spezialbibliothek, die ihren Grundbestand über Stiftungen und Aufkäufe bildete. Über die Jahre wurden Einzelwerke nach folgenden zwei Hauptkriterien erworben:
Generelle Objekte von wissenschaftlichem Wert oder jegliche Materialien, die aus der Vorgeschichte stammen.
Um den Bestand zu erhöhen, dachte man an ein Austauschprogramm mit anderen Einrichtungen. Es war geplant, das vom SIP herausgegebene „Archivo de Prehistoria Levantina“ im Tausch anzubieten, doch vergingen aufgrund wirtschaftlicher Probleme 16 Jahre zwischen dem Erscheinen des ersten und des zweiten Bandes. Man ging deshalb dazu über, das „Memoria Anua“ des SIP im Tausch anzubieten.

## Veröffentlichungen
Der SIP veröffentlicht seine Resultate in überregionalen wissenschaftlichen Publikationsorganen. Darüber hinaus ist der SIP Herausgeber der Zeitschrift „Archivo de Prehistoria Levantina“ und einer Serie von Einzelwerken („Serie de Trabajos Varios“). Des Weiteren gibt der SIP auch Ausstellungskataloge, Broschüren und Lehrmittel heraus.

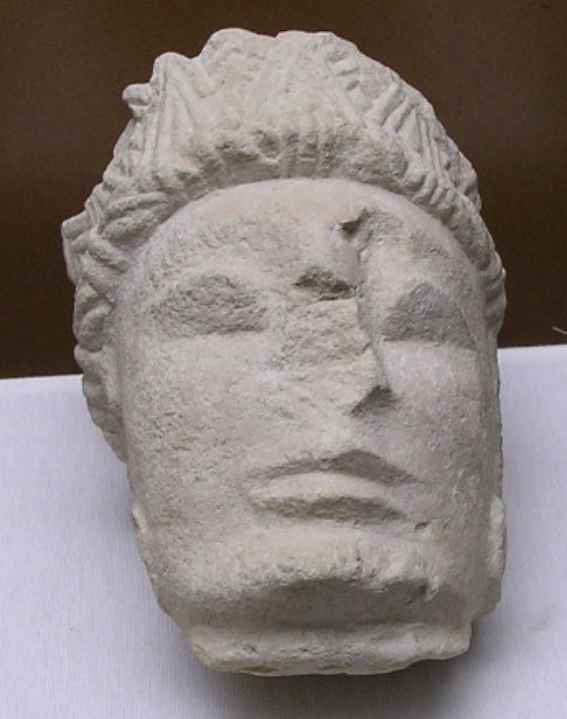
Weiblicher Kopf aus der iberischen Nekropole von Corral de Saus, 5./4. Jahrhundert v. Chr.
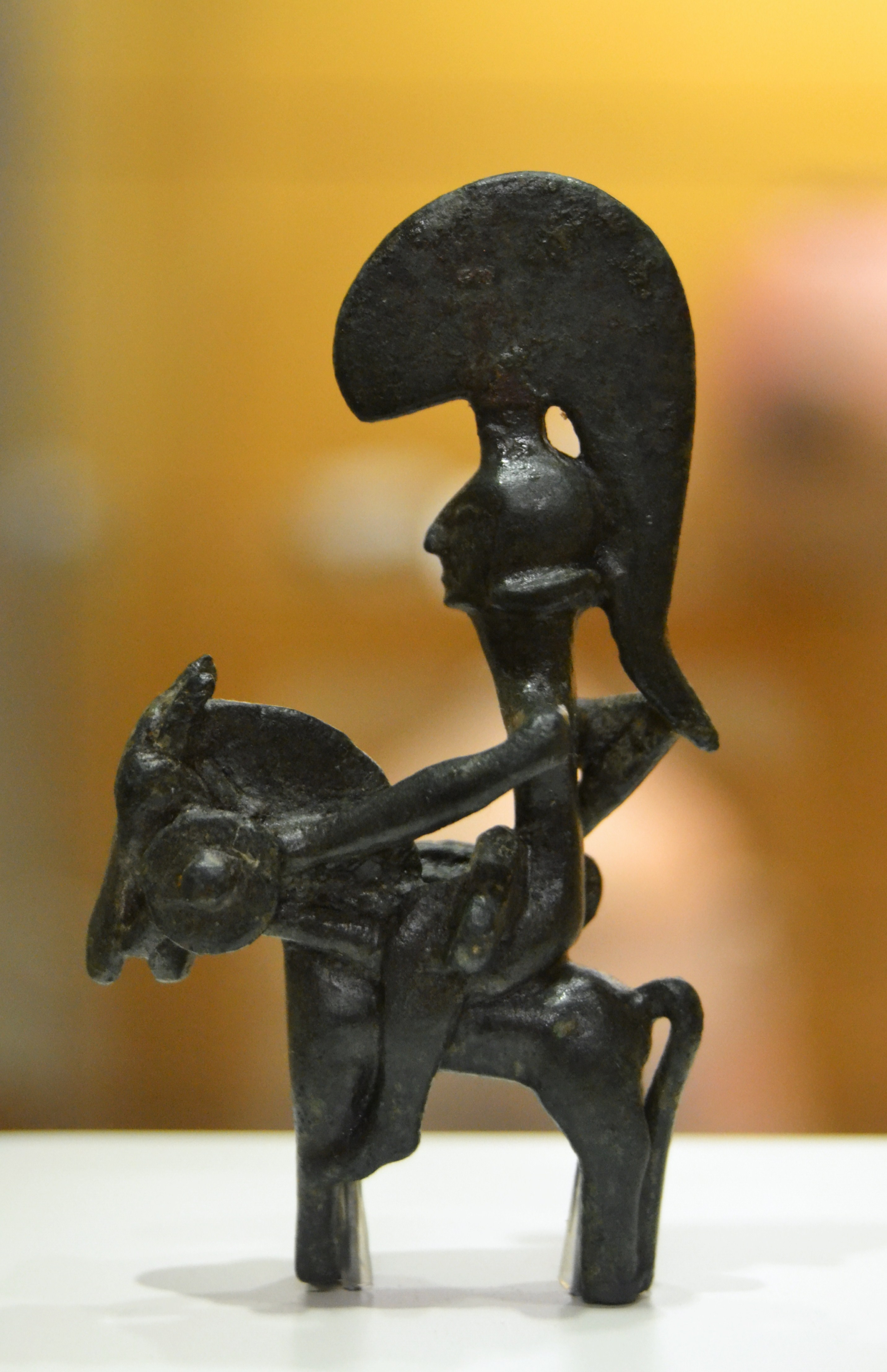
Krieger von Mogente, 5./4. Jahrhundert v. Chr.
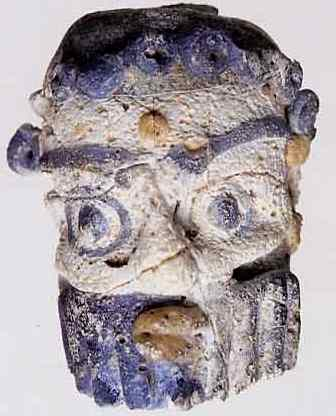
Punischer Kopf von Covalta bei Albaida
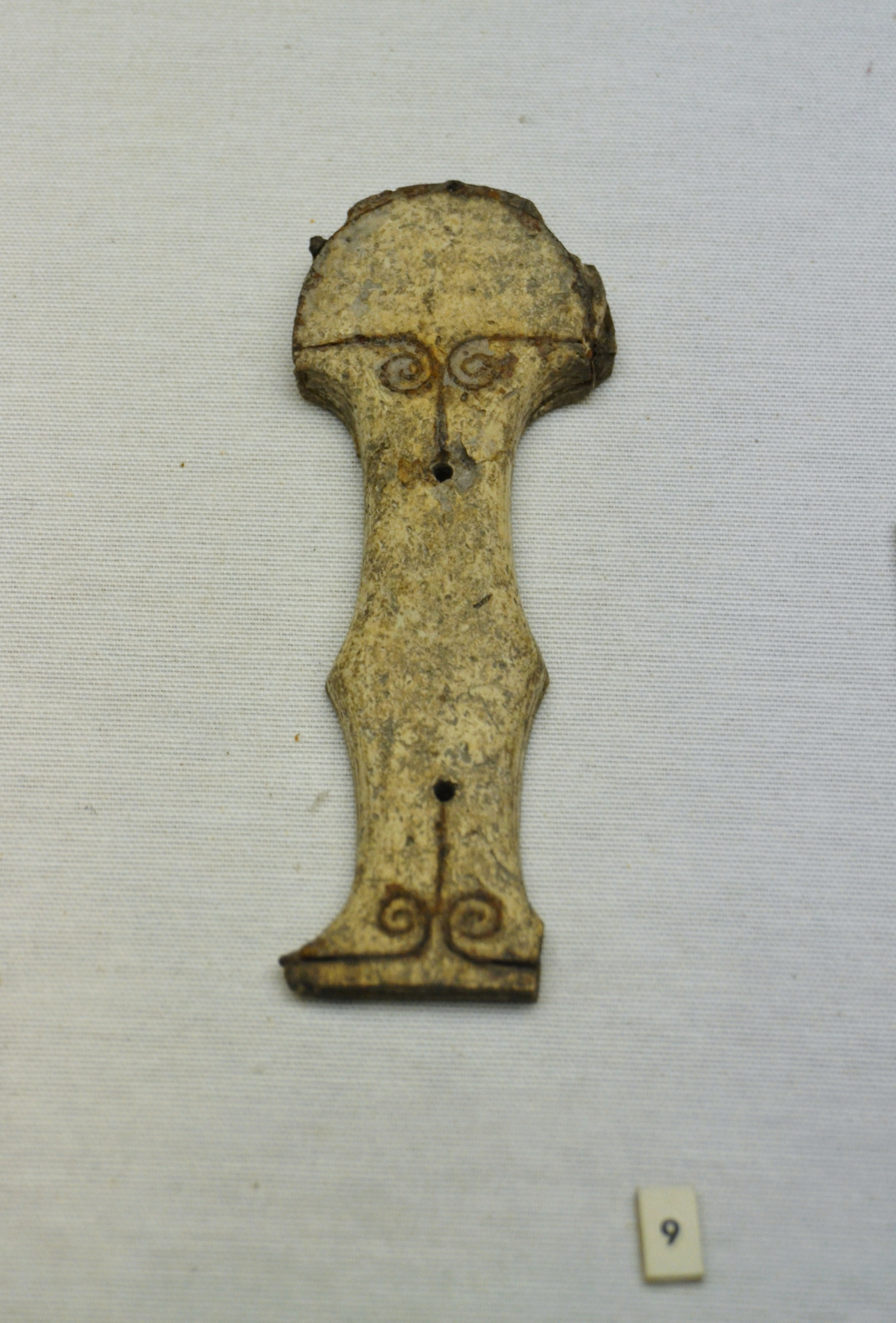
Beinarbeit der iberischen Kultur von Bastida de les Alcusses
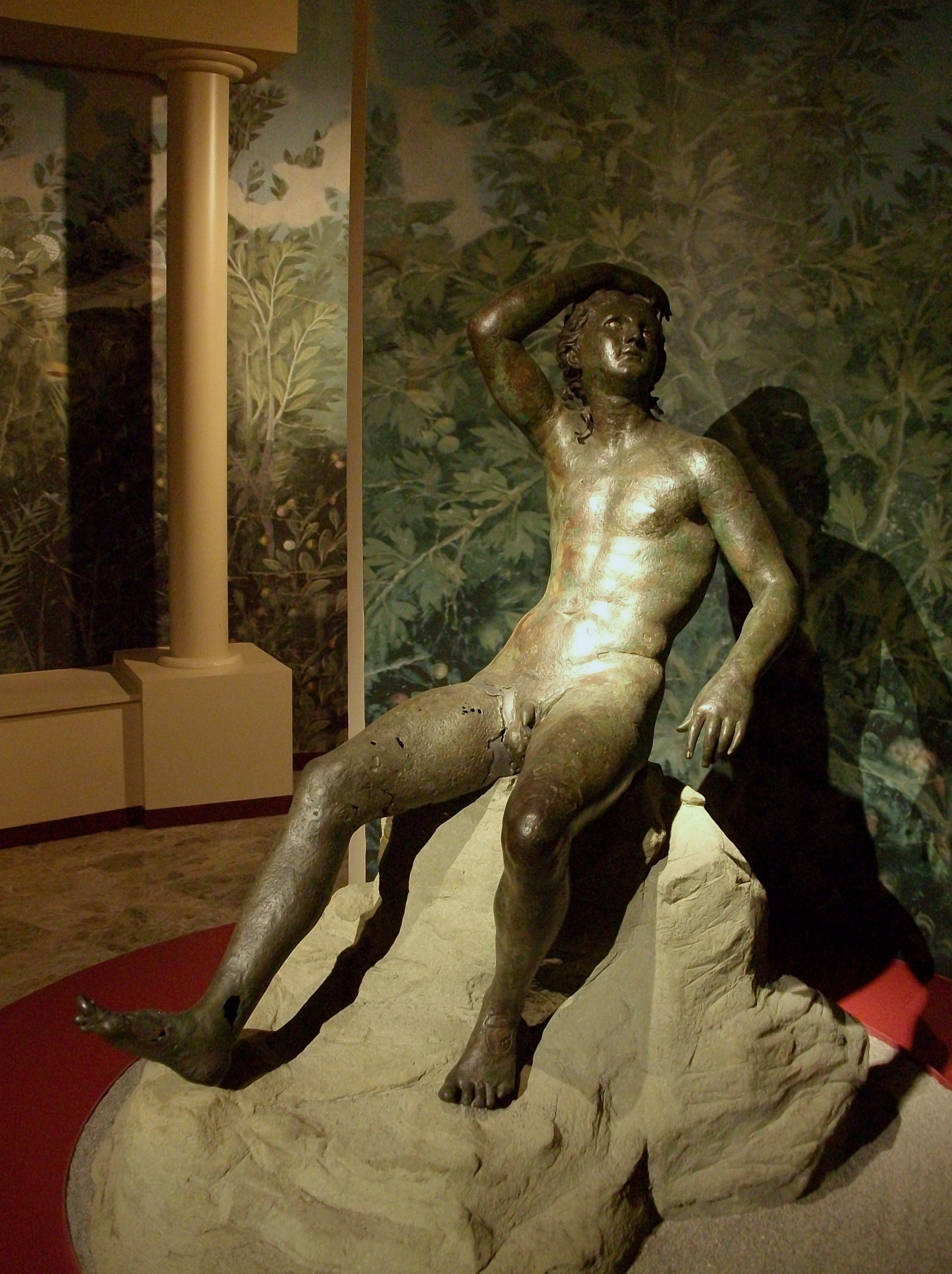
Römische Statue des Apollo aus Pinedo